# Zeuxo
Zeuxo (en grec antic Ζευξώ), va ser, segons la mitologia grega, una oceànide, una de les tres mil filles d'Oceà i Tetis divinitats que personifiquen els rierols, les fonts i els cursos breus d'aigua.
Hesíode la cita a la Teogonia, en la llista que dona de les quaranta-una nimfes més antigues.